# Patent europejski
Patent europejski – patent przyznawany przez Europejski Urząd Patentowy na mocy Konwencji o udzielaniu patentów europejskich.
Patentu europejskiego nie należy kojarzyć z państwami członkowskimi Unii Europejskiej, bowiem nie jest to patent europejski w sensie UE. Konwencja o Udzielaniu Patentów europejskich nie jest też aktem prawa europejskiego. Patent europejski po przyznaniu staje się równoważny patentowi narodowemu w każdym z państw-członków Europejskiej Organizacji Patentowej wskazanych przez wnioskodawcę we wniosku o udzielenie patentu europejskiego. Na podstawie patentu europejskiego można domagać się ochrony w krajowym urzędzie patentowym oraz w Europejskim Urzędzie Patentowym.